# Te amaré (álbum de José Feliciano)
Te amaré es el título de un álbum de estudio en español grabado por el cantautor puertorriqueño-estadounidense José Feliciano. Fue lanzado al mercado bajo el sello discográfico RCA Ariola a finales de 1986.

## Lista de canciones
1. Te amaré (Rudy Pérez)
2. Por si acaso (Rudy Pérez/Norma González)
3. ¡Ay mi amor! (José Feliciano/Rudy Pérez)
4. Que alce la mano (Rudy Pérez/Norma González)
5. Le lo lai (José Feliciano/Susan Feliciano/Rudy Pérez)
6. El millonario (Rudy Pérez)
7. Que pena nos da por él (Rudy Pérez)
8. Por eso (José Feliciano/Rudy Pérez)
9. Se me sigue olvidando (Rudy Pérez)
10. Preludio azteca (Instrumental) (José Feliciano)

- Datos: Q6139414